# 中華全国総工会

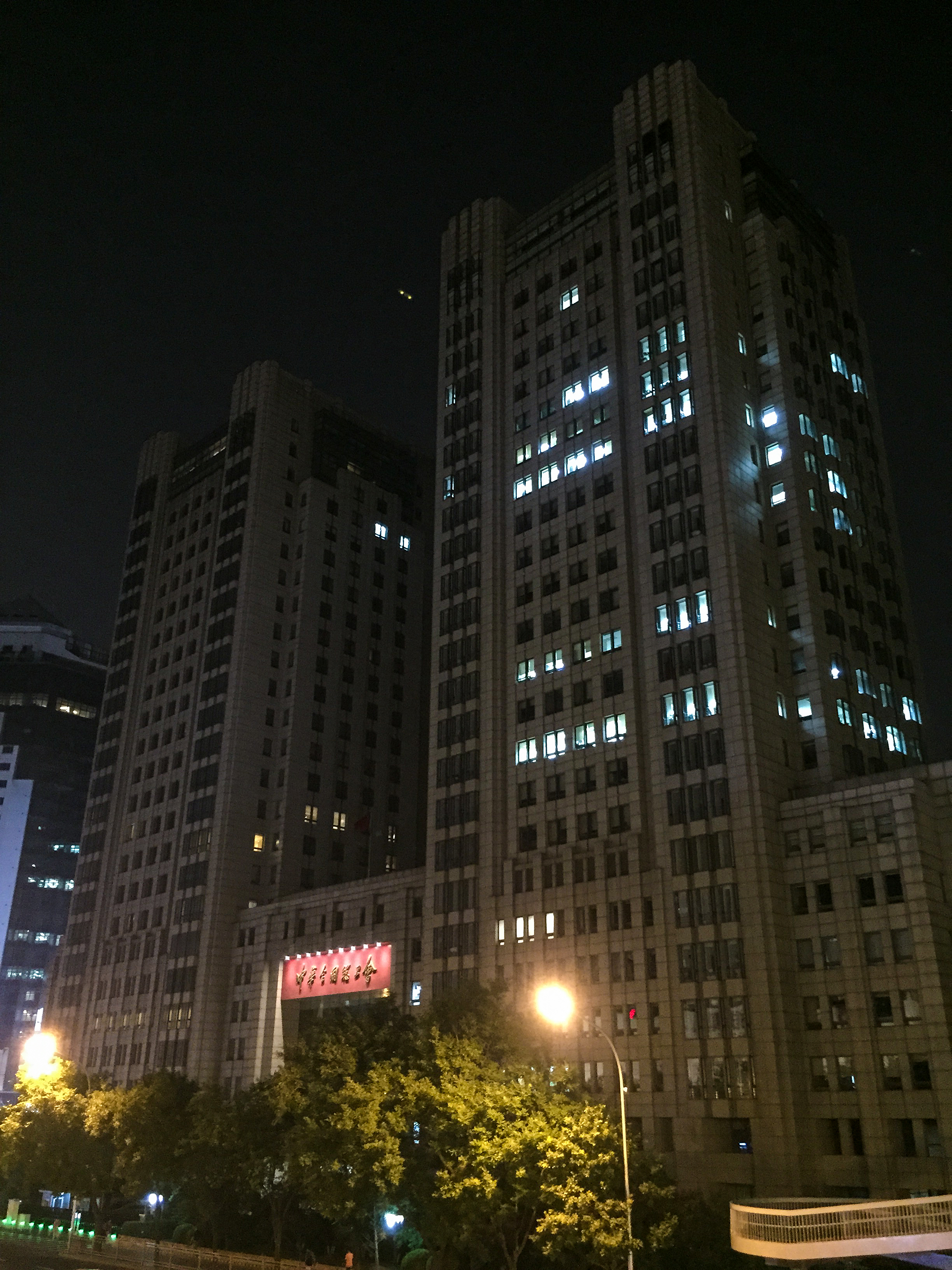
工会大楼

中華全国総工会（中国語: 中华全国总工会 略称：全国総工会、全総。英語: All-China Federation of Trade Unions、"ACFTU"）は、中華人民共和国における唯一の公式な全国規模の労働組合連合（ナショナルセンター）である。国際労働組合総連合には加盟していない。「中華人民共和国工会法」および「中国工会章程」の規定により、中華全国総工会は中華人民共和国の各級地方組合および産業組合に対する指導機関であり、中国大陸の31省級労働組合連合会と多数の産業労働組合連盟を擁している。中国共産党の指導下にある中華全国総工会は「中国人民政治協商会議に参加する人民団体」の一つであり、中華人民共和国民政部に社会団体として登記することは免除されている。

## 歴史
中華全国総工会の前身は、中国共産党に属し1921年8月11日に上海に本部を置いて結成された、中国労働組合書記部である。初代の総主任は張特立こと張国燾で、毛沢東は湖南省担当主任であった。1922年5月1日、中国労働組合書記部は広州で第1回全国労働大会を開催し、鄧中夏を書記に選出した。1925年5月1日、中国労働組合書記部は広州で第2回全国労働大会を開催し、中国労働組合書記部に代えて中華全国総工会を設立することを決定した。北伐軍が武漢を占領した後、本部を武漢に移転した。1927年6月、本部は国民党に閉鎖された。抗日戦争の時期には陝西・甘粛・寧夏辺区総工会および各抗日根拠地総工会が結成され、抗日戦争後の国共内戦の時期には辺区総工会及び各根拠地総工会を連合して解放区総工会とした。1948年8月1日、解放区総工会と国民党統治区工会はハルビンで第6回全国労働大会を共同開催し、中華全国総工会の再開を決定した。
全国労働大会は第7回より中国工会全国代表大会と改められた。
1978年10月に開催された中国工会第9回全国代表大会で「中国工会章程」を改定し、全国総工会を各地区労働組合組織および産業労働組合全国組織の最高指導機関であると規定した。

## 刊行物
- 工会工作通信（組合活動通信）
- 中国労運（中国労働運動）
- 労運研究（労働運動研究）
- 中国工会年鑑（中国労働組合年鑑）

## 関連法令
1992年（2001年修正）中華人民共和国工会法。

## 歴代指導者
- 第1期（1922年5月 - 1925年5月）
  - 本部主任：鄧中夏
- 第2期（1925年5月 - 1926年5月）　中華全国総工会が成立
  - 委員長：林偉民
- 第3期（1926年5月 - 1927年6月19日）
  - 委員長：蘇兆征
- 第4期（1927年6月 - 1929年11月）
  - 委員長：蘇兆征
- 第5期（1929年11月 - 1948年8月）
  - 委員長：項英（- 1941年3月？）→？
- 第6期（1948年8月 - 1953年5月）
  - 名誉主席：劉少奇
  - 主席：陳雲
- 第7期（1953年5月 - 1957年12月）
  - 名誉主席：劉少奇
  - 主席：頼若愚
- 第8期（1957年12月 - 1966年12月）
  - 主席：頼若愚（- 1958年5月）→劉寧一
- 文化大革命（1966年 - 1976年）
- 第9期（1978年10月 - 1983年10月）
  - 主席：倪志福
- 第10期（1983年10月 - 1988年10月）
  - 主席：倪志福
  - 書記処第一書記：倪志福（兼任）
- 第11期（1988年10月 - 1993年10月）
  - 主席：倪志福
  - 書記処第一書記：朱厚沢（- 1989年12月）→于洪恩（1989年12月 - 1991年12月）→張丁華
- 第12期（1993年10月 - 1998年10月）
  - 主席：尉健行
  - 書記処第一書記：張丁華
- 第13期（1998年10月 - 2003年9月）
  - 主席：尉健行（- 2002年12月）→王兆国
  - 書記処第一書記：張俊九
- 第14期（2003年10月 - 2008年10月）
  - 主席：王兆国
  - 書記処第一書記：張俊九（- 2005年12月）→孫春蘭
- 第15期（2008年10月 - 2013年）
  - 主席：王兆国（- 2013年3月）→李建国
  - 書記処第一書記：孫春蘭（- 2009年11月）→王玉普（2009年11月 - 2013年2月）→陳豪